# Filippinsk-amerikanska kriget
Filippinsk-amerikanska kriget var ett krig mellan USA och filippinska motståndsstyrkor på Filippinerna åren 1898–1902. Konflikten började efter att USA erhållit Filippinerna av Spanien som ett resultat av Parisfreden, vilken avslutade det spansk-amerikanska kriget. Kriget avslutades officiellt den 4 juli 1902, men delar av den filippinska armén och andra motståndsgrupper fortsatte kriga mot USA fram till 1913.